# Rodney Soher
Rodney Ewart Soher (Brighton, 27 novembre 1893 – Westminster, 25 gennaio 1983) è stato un bobbista britannico, medaglia d'argento olimpica nel bob a quattro a Chamonix-Mont-Blanc 1924.

## Biografia
Proveniente da una famiglia agiata di bancari anglo-americani e in possesso del doppio passaporto, Soher ha servito nella Croce Rossa Americana durante la prima guerra mondiale e successivamente fu in grado di autofinanziare tutte le sue attività sportive, che andavano dal tennis e lo squash sino alla vela.
Attivo negli anni venti, ha gareggiato nel ruolo di frenatore per la squadra nazionale britannica, partecipando ai Giochi olimpici invernali di Chamonix-Mont-Blanc 1924, dove conquistò la medaglia d'argento nel bob a quattro con i compagni Ralph Broome, Terence Arnold e Alexander Richardson, superando la nazionale belga (medaglia di bronzo) e posizionandosi dietro a quella svizzera cui andò la medaglia d'oro.

## Palmarès

### Olimpiadi
- 1 medaglia:
  - 1 argento (bob a quattro a Chamonix-Mont-Blanc 1924).